# Hangi Binini
Janvier Hangi Binini est un homme politique de la République démocratique du Congo. Il est originaire de la province du Nord Kivu. En février 2007, il est nommé vice-ministre aux Finances dans le gouvernement Gizenga. Avant sa nomination il dirigeait le Bureau d’études et d’expertises pour le développement et fut le coordonnateur des projets de l'Entraide protestante suisse (EPER) dans le Nord-Kivu.
Janvier Hangi Binini est aussi un membre du Mouvement social pour le renouveau (MSR).